# Карданный вал

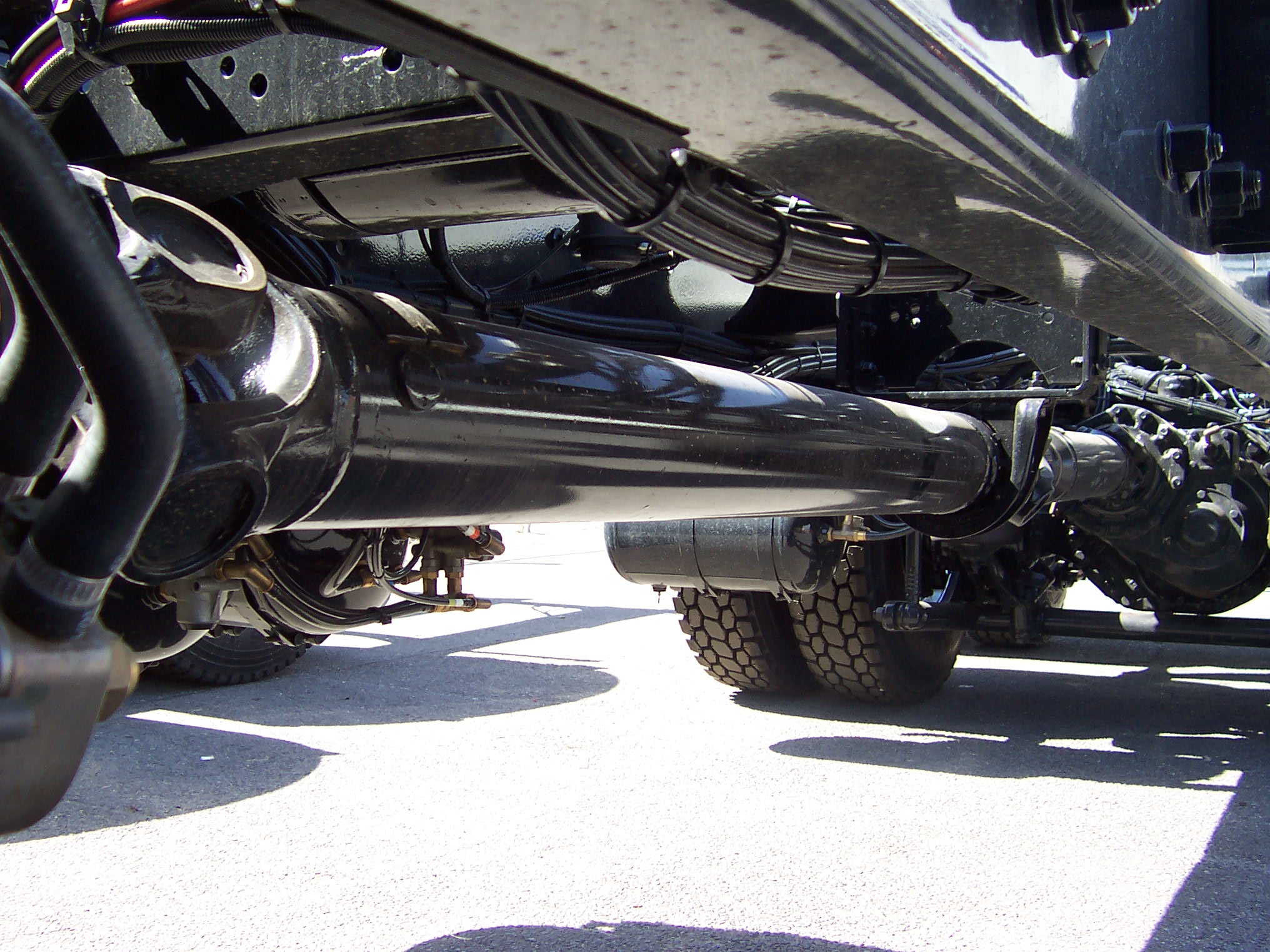
Карданный вал грузовика.

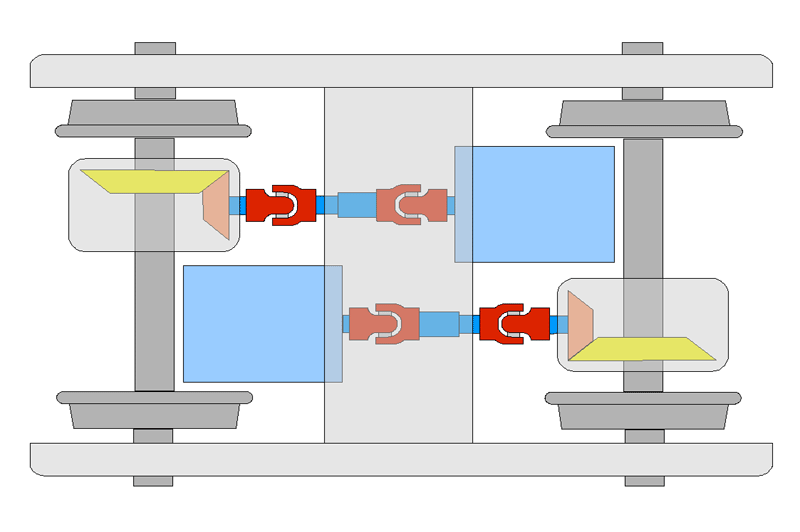
Карданный вал у локомотива.

Карданный вал — компонент трансмиссии автомобиля и другого транспорта, который нужен для передачи момента силы дифференциалу от коробки передач, который затем передаёт этот момент силы колёсам, чтобы двигать автомобиль. Основное назначение карданного вала — передача момента силы между компонентами, которые отделены расстоянием, например, машина с переднемоторной заднеприводной компоновкой обязательно будет иметь карданный вал, чтобы соединять заднюю ось с коробкой передач, так как данные части автомобиля находятся на противоположных сторонах. Назван в честь открывателя – итальянского математика Джероламо Кардано.

## Использование

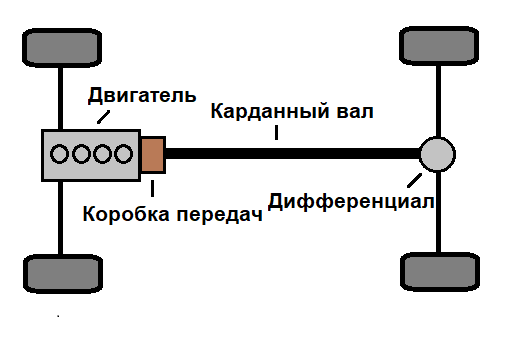
Карданный вал в машине с заднеприводной, переднемоторной компоновкой.

Карданные валы по-разному используются в разных автомобилях с разными конфигурациями для переднеприводных, заднеприводных, и полноприводных автомобилей. Карданные валы используются также в мотоциклах, локомотивах и судах.